# Пьяццанская астрономическая обсерватория
Пьяццанская астрономическая обсерватория — частная астрономическая обсерватория, основанная в 1987 году около коммуны Эмполи, Пьяццано, Италия.

## Инструменты обсерватории
- В обсерватории есть 5-м купол

Телескопы:
- 400 mm f/5-35
- 200 mm f/35
- 110 mm f/5,5
- 150 mm f/10

## Направления исследований
- Наблюдения комет и астероидов
- Переменные звезды

## Основные достижения
- 189 астрометрических измерений опубликовано в течение 1994 года[1].

## Известные сотрудники
- A. Boattini